# A Virtuous Vamp
A Virtuous Vamp é um filme de comédia mudo dos Estados Unidos dirigido por Sidney Franklin e lançado em 1919.